# Kabinett Ingman I
Das Kabinett Ingman I war das dritte Regierungskabinett in der Geschichte Finnlands. Es amtierte vom 27. November 1918 bis zum 17. April 1919 (142 Tage).

## Minister
| Amt                                        | Name              | Partei                       |
| ------------------------------------------ | ----------------- | ---------------------------- |
| Ministerpräsident                          | Lauri Ingman      | Nationale Sammlungspartei    |
| Außenminister                              | Carl Enckell      | parteilos                    |
| Stellvertretender Außenminister            | Leo Ehrnrooth     | Schwedische Volkspartei      |
| Justizminister                             | Karl Söderholm    | Schwedische Volkspartei      |
| Wehrminister                               | Rudolf Walden     | parteilos                    |
| Innenminister                              | Antti Tulenheimo  | Nationale Sammlungspartei    |
| Finanzminister                             | Kaarlo Castrén    | Nationale Fortschrittspartei |
| Stellvertretender Finanzminister           | Juho Vennola      | Nationale Fortschrittspartei |
| Kirchen- und Bildungsminister              | Mikael Soininen   | Jungfinnische Partei         |
| Landwirtschaftsminister                    | Uuno Brander      | Landbund                     |
| Verkehrs- und Infrastrukturminister        | Bernhard Wuolle   | Nationale Sammlungspartei    |
| Handels- und Industrieminister             | Julius Stjernvall | Schwedische Volkspartei      |
| Sozialminister                             | Eero Erkko        | Nationale Sammlungspartei    |
| Minister für provisorische Angelegenheiten | Mikko Collan      | Nationale Sammlungspartei    |